# Elixhausen
Elixhausen è un comune austriaco di 2 893 abitanti nel distretto di Salzburg-Umgebung, nel Salisburghese.

## Geografia fisica
Il comune è situato nel Flachgau a circa 10 chilometri a nordest della città di Salisburgo; è il più piccolo per estensione del distretto. Consiste di cinque frazioni: Auberg, Katzmoos, Moosham, Sachsenheim e Ursprung.

## Storia
Le origini di Elixhausen sono abbastanza tarde. Il toponimo di Elixhausen (nella forma "Ebidechsumhusa", "Casa della badessa") compare per la prima volta in un documento dell'abbazia di Nonnberg dell'anno 1000, a proposito di uno scambio di prodotti tra l'arcivescovo Hartwig e il monastero dei Benedettini; la maggior parte dei contadini era alle dipendenze di questo monastero. Da 1168 il comune possiede una propria chiesa. Dal 1334 il nome del paese ricorre come "Edexhausen", "Elexhausen" e infine "Elixhausen".
A Elixhausen si è insediata la maggior parte dei Tedeschi della Transilvania, che dalla regione dei Carpazi dopo la Rivoluzione ungherese del 1848 migrarono presso Salisburgo; dopo la fondazione dell'Impero austro-ungarico (1867) la Transilvania rimase al Regno d'Ungheria.

## Monumenti e luoghi d'interesse

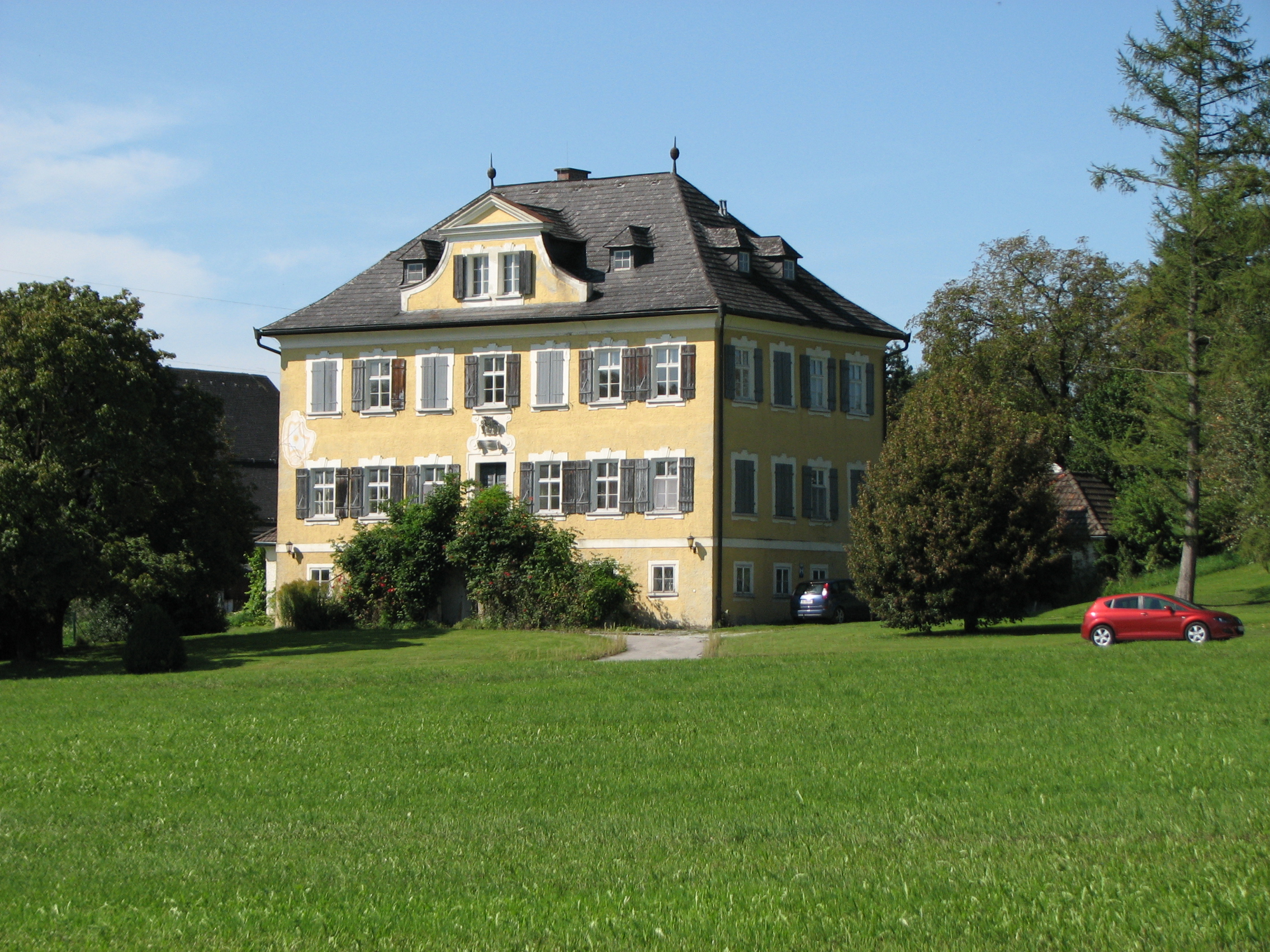
Il castello di Ursprung

- Il castello di Ursprung (Schloss Ursprung), costruito nel XVII secolo, è stato ampliato per includere una birreria e altri annessi, rimossi nel 1977. Gli arredi sono in stile rococò e la facciata nel sudovest è ornata da una meridiana barocca.
- La chiesa parrocchiale dei Santi Bartolomeo e Vito (Pfarrkirche heiligen Bartholomäus und Vitus) si trova nel centro di Elixhausen. Consacrata per la prima volta nel 1173, negli anni 1823-1924 la chiesa fu ricostruita e riconsacrata. Nel 1891 è diventata parrocchiale.
- Cappella dei Tre fratelli (Drei-Brüder-Kapelle).

## Società
Negli ultimi decenni a causa della vicinanza con la città di Salisburgo la comunità ha accresciuto la popolazione. Nel 1891 il comune di Elixhausen è stato elevato a parrocchia cattolica, che oggigiorno conta circa 1 900 fedeli. La comunità evangelica di Sachsenheim è stata fondata dai Tedeschi della Transilvania e ha circa 500 membri.

## Economia
Elixhausen è economicamente dipendente da Bergheim e dalla città di Salisburgo.

## Sport
Elixhausen ha ospitato in parte i Campionati del mondo di ciclismo su strada 2006.